# Hiroshi Kobayashi
Hiroshi Kobayashi (小林 寛 Kobayashi Hiroshi?), född 17 mars 1959 i Ibaraki prefektur, är en japansk före detta fotbollsspelare och tränare.
Kobayashi började sin karriär 1981 i Furukawa Electric. Med Furukawa Electric vann han japanska ligan 1985/86 och japanska ligacupen 1982, 1986. Han avslutade karriären 1989.
Kobayashi har efter den aktiva karriären verkat som tränare och har tränat J2 League-klubbar, Kawasaki Frontale och Mito HollyHock.